# Neobična putovanja
Neobična putovanja (francuski: Voyages extraordinaires) niz je od ukupno 62 romana Julesa Vernea. Prvih 54 romana, objavljeni su od 1863. do 1905. godine, za vrijeme života Julesa Vernea. Preostalih 8 romana objavljeni su posmrtno, od 1905. do 1919. godine. Njih je napisao i prepravio Michel Verne. Roman Putovanja i pustolovine kapetana Haterrasa, treći roman Julesa Vernea, prvi je roman s oznakom Neobična putovanja.

## Popis romana
Slijedi popis romana koji su objavljeni tijekom života Julesa Vernea. Za godinu objavljivanja uzeta je godina kada je roman prvi put objavljen u obliku knjige.  
1. Pet tjedana u balonu (Cinq semaines en ballon, 1863.)
2. Putovanja i pustolovine kapetana Haterrasa (Voyages et aventures du capitaine Hatteras, 1866.)
3. Put u središte Zemlje (Voyage au centre de la Terre, 1864., prerađeno 1867.)
4. Od Zemlje do Mjeseca (De la terre à la lune, 1865.)
5. Djeca kapetana Granta (Les Enfants du capitaine Grant, 1867. – 1868.)
6. 20.000 milja pod morem (Vingt mille lieues sous les mers, 1869. – 1870.)
7. Oko Mjeseca (Autour de la lune, 1870.)
8. Ploveći grad (Une ville flottante, 1871.)
9. Doživljaji trojice Rusa i trojice Engleza u Južnoj Africi (Aventures de trois Russes et de trois Anglais dans l'Afrique australe, 1872.)
10. Zemlja krzna (Le Pays des fourrures, 1873.)
11. Put oko svijeta u osamdeset dana (Le Tour du monde en quatre-vingts jours, 1873.)
12. Tajanstveni otok (L'Île mystérieuse, 1874. – 1875.)
13. Chancellor (Le Chancellor, 1875.)
14. Carev glasnik (Michael Strogoff, 1876.)
15. Putovanje na kometu (Hector Servadac, 1877.)
16. Podzemni grad (Les Indes noires, 1877.)
17. Petnaestogodišnji kapetan (Un capitaine de quinze ans, 1878.)
18. Pet stotina milijuna Rani Begum (Les Cinq Cents Millions de la Bégum, 1879.)
19. Nevolje jednog Kineza u Kini (Les Tribulations d'un chinois en Chine, 1879.)
20. Parna kuća (La Maison à vapeur, 1880.)
21. Jangada (La Jangada, 1881.)
22. U školi Robinzona (L'École des Robinsons, 1882.)
23. Zelena zraka (Le Rayon vert, 1882.)
24. Tvrdoglavi Keraban (Kéraban-le-têtu, 1883.)
25. Južna zvijezda (L'Étoile du sud, 1884.)
26. Otočje u plamenu (L'Archipel en feu, 1884.)
27. Matijaš Sandorf (Mathias Sandorf, 1885.)
28. Lutrijski listić (Un billet de loterie, 1886.)
29. Robur osvajač (Robur-le-Conquérant, 1886.)
30. Sjever protiv juga (Nord contre Sud , 1887.)
31. Put za Francusku (Le Chemin de France, 1887.)
32. Dvogodišnji praznici (Deux Ans de vacances , 1888.)
33. Bezimena obitelj (Famille-sans-nom, 1889.)
34. Kupovina Sjevernog pola (Sans dessus dessous, 1889.)
35. Cesar Cascabel (César Cascabel, 1890.)
36. Gospođa Branican (Mistress Branican, 1891.)
37. Dvorac u Karpatima (Le Château des Carpathes, 1892.)
38. Claudius Bombarnac (Claudius Bombarnac, 1892.)
39. Mali dobričina (P’tit-Bonhomme, 1893.)
40. Čudesni doživljaji kapetana Antifera (Mirifiques Aventures de Maître Antifer, 1894.)
41. Ploveći otok (L'Île à hélice, 1895.)
42. Pozdrav zastavi (Face au drapeau, 1896.)
43. Clovis Dardentor (Clovis Dardentor, 1896.)
44. Ledena sfinga (Le Sphinx des glaces, 1897.)
45. Veličanstveni Orinoco (Le Superbe Orénoque, 1898.)
46. Oporuka jednog ekscentrika (Le Testament d'un excentrique, 1889.)
47. Druga domovina (Seconde Patrie, 1900.)
48. Selo u zraku (Le Village aérien, 1901.)
49. Što nam priča Jean Marie Cabidoulin (Les Histoires de Jean-Marie Cabidoulin, 1901.)
50. Braća Kip (Les Frères Kip, 1902.)
51. Putnička stipendija (Bourses de voyage, 1903.)
52. Drama u Livoniji (Un drame en Livonie, 1904.)
53. Gospodar svijeta (Maître du monde, 1904.)
54. Invazija mora (L'Invasion de la mer, 1905.)

Slijedi popis romana koji su objavljeni nakon smrti Julesa Vernea. Njih je ekstenzivno mijenjao, a u nekim slučajima u potpunosti napisao Julesov sin Michel Verne.
- Svjetionik na kraju svijeta (Le Phare du bout du monde, 1905.)
- Zlatni vulkan (Le Volcan d’or, 1906.)
- Putnička agencija Thompson (L’Agence Thompson and Co, 1907.)
- Lov na meteor (La Chasse au météore, 1908.)
- Dunavski peljar (Le Pilote du Danube, 1908.)
- Preživjeli s broda „Jonathan” (Les Naufragés du "Jonathan", 1909.)
- Tajna Wilhelma Storitza (Le Secret de Wilhelm Storitz, 1910.)
- Čudnovata pustolovina misije Barsac (L’Étonnante Aventure de la mission Barsac, 1919.)

## Vanjske poveznice
- 'Zvi Har’El’s Jules Verne Collection'  Arhivirana inačica izvorne stranice od 15. travnja 2005. (Wayback Machine)
- The maps from the Voyages Extraordinaires, scans of all the maps that were included in the original editions of Jules Verne’s novels.